# Eigenkapitalersetzendes Darlehen
Eigenkapitalersetzende Darlehen sind im Gesellschaftsrecht Gesellschafterdarlehen eines Gesellschafters an sein Unternehmen, die im Falle der Insolvenz dieses Unternehmens kraft Gesetzes in Eigenkapital umqualifiziert werden.

## Allgemeines
Ein Gesellschafter kann frei entscheiden, ob er seiner Gesellschaft Eigenkapital in Form einer Kapitaleinlage (Eigenfinanzierung aus Sicht des Unternehmens) oder Fremdkapital in Form eines Darlehens (Fremdfinanzierung) zur Verfügung stellt. Nur Letzteres ist mit einer Rückzahlungspflicht seitens seiner Gesellschaft verbunden, solange es nicht zur Unternehmenskrise kommt. In der Unternehmenskrise wird das Gesellschafterdarlehen unter bestimmten Voraussetzungen als eigenkapitalersetzendes Darlehen umqualifiziert und ist wie Eigenkapital nicht rückzahlbar. Diese Umqualifizierung beruht auf der Rechtsprechung des Bundesgerichtshofs (BGH) im Rahmen eines widersprüchlichen Verhaltens des Gesellschafters, wenn er seiner Gesellschaft Darlehen gewährt und diese während der Unternehmenskrise abziehen wolle, ohne dass die Krise nachhaltig bewältigt sei (lateinisch venire contra factum proprium).

## Geschichte
Im November 1937 hatte das Reichsgericht (RG) entschieden, dass die Finanzierung einer unterkapitalisierten GmbH mit Gesellschafterdarlehen im Falle einer daraus resultierenden Schädigung anderer Gläubiger sittenwidrig im Sinne des § 826 BGB sei und derartige Forderungen nicht zur Konkurstabelle angemeldet werden dürften. Vielmehr müssten Gesellschafterdarlehen als das behandelt werden, was sie in Wirklichkeit auch seien: nämlich Eigenkapital. Der BGH griff im Dezember 1959 in seinem berühmten „Lufttaxi“-Urteil diese Thematik auf; er verließ dabei jedoch die bisherige deliktsrechtliche Argumentation und subsumierte sie unter gesellschaftsrechtliche Regelungen der §§ 30, 31 GmbHG a.F. Danach müssten die einer unterkapitalisierten GmbH zur Verfügung gestellten Gesellschafterdarlehen in der Unternehmenskrise wie haftendes Eigenkapital behandelt werden, solange die Krise nicht überwunden sei. Die im GmbHG vorhandenen Gesetzeslücken wurden in der Folgezeit vom BGH mit einer Vielzahl von Urteilen geschlossen.
Vor allem wandte der BGH seine aufgestellten Regeln bei der GmbH & Co. KG an, auf Bürgschaften des Gesellschafters für Kredite Dritter und auf das Belassen von Gesellschafterdarlehen in der Krise. Mit dem Begriff der Unternehmenskrise setzte er sich ausführlich im März 1980 auseinander. Erst im Juli 1980 wurden mit den §§ 32a und § 32b GmbHG a.F. entsprechende Bestimmungen in das GmbH-Gesetz eingefügt, die aber nach Ansicht des BGH immer noch Lücken enthielten. Durch den BGH wurde das eigenkapitalersetzende Darlehen vollends zum Rechtsinstitut erhoben und die Probleme sachdienlich gelöst.

## Betroffene Rechtsformen
Bei Personengesellschaften können zwischen vollhaftenden Gesellschaftern und deren Gesellschaft keine gegenseitigen Forderungen und Schulden entstehen, also auch keine Gesellschafterdarlehen. Vom Gesellschafter an seine Personengesellschaft geleistete Beträge sind stets Einlagen, von der Personengesellschaft empfangene Beträge sind Entnahmen. Haben – nicht vollhaftende – Kommanditisten ihre Einlage voll einbezahlt, können darüber hinaus eingezahlte Beträge als Gesellschafterdarlehen zur Verfügung gestellt werden.
Bei Kapitalgesellschaften kann ein Gesellschafter versuchen, sich durch entsprechende Vertragsgestaltung eine theoretische Rückzahlungsmöglichkeit wie normale Gläubiger zu verschaffen. Dazu gewährt er seiner Gesellschaft anstelle von Eigenkapital ein Darlehen, das den Darlehensbestimmungen der §§ 488 ff. BGB unterliegt und damit eine Rückzahlungspflicht durch den Schuldner beinhaltet. Diese Rückzahlungspflicht darf auch durch die schuldende Gesellschaft erfüllt werden, solange sie sich nicht in einer Unternehmenskrise befindet. Fällige Gesellschafterdarlehen dürfen mithin außerhalb einer Unternehmenskrise an die Gesellschafter zurückgezahlt werden wie normale Gesellschaftsverbindlichkeiten, zu denen die Gesellschafterdarlehen in Tilgungskonkurrenz stehen.
Auch bei der Aktiengesellschaft und der KGaA sind Gesellschafterdarlehen möglich. Nach § 57 Abs. 1 Satz 1 AktG dürfen die von den Aktionären geleisteten Einlagen nicht zurückgewährt werden, was allerdings nach § 57 Abs. 1 Satz 4 AktG nicht für die Rückzahlung von Aktionärsdarlehen gilt. Der BGH hat im März 1984 für die Aktiengesellschaft entschieden, dass ein mit unternehmerischem Interesse beteiligter (25 % und mehr) darlehensgebender Aktionär seine Gesellschafterdarlehen in der Krise der AG analog zu §§ 32a und 32b GmbHG wie Haftkapital behandeln lassen muss. Auch eine unter 25 % liegende, nicht unbeträchtliche Beteiligung kann nach diesem Urteil dazu führen, dass ein Aktionärsdarlehen als eigenkapitalersetzendes Darlehen eingestuft wird, wenn die Beteiligung in Verbindung mit weiteren Umständen (Aufsichtsratsmandat) dem Gläubiger Einfluss auf die Unternehmensführung sichert und er ein entsprechendes unternehmerisches Interesse erkennen lässt.

## Gesetzliche Neuregelung
Durch das MoMiG, welches zum 1. November 2008 in Kraft getreten ist, sind die gesetzlichen Vorschriften zum eigenkapitalersetzenden Darlehen, insbesondere die § 32a und § 32b GmbHG, für künftige Fälle abgeschafft worden. Nach dem Willen des Gesetzgebers wurden damit auch die früheren Rechtsprechungsregeln zum eigenkapitalersetzenden Darlehen (§ 30, § 31 GmbHG analog) abgeschafft (vgl. ausdrücklich § 30 Abs. 1 Satz 3 GmbHG). Das gesellschaftsrechtliche Rechtsinstitut des eigenkapitalersetzenden Darlehens gibt es somit für künftige Fälle nicht mehr. Indes sollen die Rechtsprechungsregeln jedenfalls auf solche Altfälle noch Anwendung finden, in denen sowohl Gewährung als auch Rückzahlung des Gesellschafterdarlehens vor dem 1. November 2008 erfolgten. Nach dem in Art. 103d EGInsO geregelten Günstigkeitsprinzip ist die alte Rechtslage zudem auf Sachverhalte vor dem 1. November 2008 heranzuziehen, wenn sie für den Anfechtungsgegner günstiger war als die neue Rechtslage. Die Auswirkungen der Gesetzesänderung sind heute noch nicht abschließend absehbar.
Als Ersatz finden sich nun Regeln zur Behandlung von Gesellschafterdarlehen und zur Anfechtbarkeit von deren Rückzahlungen oder Besicherungen in der Insolvenzordnung (InsO) und dem Anfechtungsgesetz (AnfG). Nach § 39 Abs. 1 Nr. 5, § 19 Abs. 2, § 135 InsO werden seitdem kraft Gesetz Darlehensrückzahlungsansprüche von Gesellschaftern einer Gesellschaft ohne eine natürliche Person als persönlich haftender Gesellschafter grundsätzlich als nachrangige Insolvenzforderungen eingestuft, unabhängig von deren Eigenkapitalersatzcharakter. Von dieser Regelung sind Gesellschafterdarlehen, welche von nicht geschäftsführenden Gesellschaftern mit einer Beteiligungsquote von nicht mehr als 10 % gewährt werden, ausgenommen.

## Hintergrund
Befindet sich eine Kapitalgesellschaft oder eine Personenhandelsgesellschaft, bei der kein persönlich haftender Gesellschafter eine natürliche Person ist (z. B. GmbH & Co. KG), in der Unternehmenskrise und benötigt zusätzliches Kapital, so können die Gesellschafter dieses entweder als zusätzliches Eigenkapital einbringen oder der Gesellschaft Fremdkapital in Form eines Darlehens (Gesellschafterdarlehen) zur Verfügung stellen. Kommt es dann dennoch zur Insolvenz, wäre das eingebrachte Eigenkapital aus Sicht des Gesellschafters verloren. Bei einer Darlehensgewährung, die nach § 488 BGB eine Rückzahlungspflicht auslöst, könnte jedoch theoretisch die Möglichkeit bestehen, dass er im gleichen Rang wie andere Insolvenzgläubiger steht, so dass er eine Rückzahlung in Höhe der Insolvenzquote erwarten könnte. Diese Zahlung würde zu Lasten der anderen Gläubiger gehen, womit deren Quote sinkt. Weiterhin könnte der Gesellschafter – wenn sich abzeichnet, dass die Insolvenz unvermeidlich ist – aufgrund seines Wissensvorsprungs und seines Einflusses auf die Geschäftsführung sich sein Darlehen aus noch vorhandenen Gesellschaftsmitteln zurückzahlen lassen und damit die anderen Gläubiger schädigen.

## International
In Österreich müssen für die Anerkennung eines Gesellschafterdarlehens folgende Kriterien erfüllt sein: wirtschaftlich angemessene Eigenkapitalausstattung, Klarheit, Publizität und Transparenz der Darlehensvereinbarung und Marktkonformität der Vertragsbestandteile. Unternehmensrechtlich sind selbst unverzinsliche Gesellschafterdarlehen als Verbindlichkeit, steuerrechtlich dagegen sind unverzinsliche Gesellschafterdarlehen als Eigenkapital zu qualifizieren. Von der Rechtsprechung wird ein Missverhältnis zwischen Eigen- und Fremdkapital als Indiz dafür gewertet, dass das Gesellschafterdarlehen wirtschaftlich Eigenkapital ersetzt, wobei es auf eine "wirtschaftlich gebotene Eigenkapitalausstattung" ankommt. Verdecktes Eigenkapital liegt dann vor, wenn das Interesse des Anteilseigners an einer Kapitalausstattung der Körperschaft eindeutig ersichtlich ist und Klarheit darüber besteht, dass ein fremder Dritter eine solche Zuwendung nicht erhalten hätte. Auch fehlende Marktkonformität (also keine Gewährung an Dritte zu diesen Konditionen) wäre ein Hinweis auf verdecktes Eigenkapital. Der unternehmensrechtliche Begriff des „Eigenkapitalersetzenden Darlehens“ deckt sich nicht mit dem Begriff des „verdeckten Eigenkapitals“ im Steuerrecht.
Aktionärsdarlehen sind in der Schweizer Wirtschaft eine relativ häufige Erscheinung. Ihre Umqualifizierung ist in Fachliteratur und Rechtsprechung umstritten. Eigenkapitalersetzend sind Darlehen an eine Gesellschaft, die im Sinne von Art. 725 Abs. 2 OR überschuldet ist und der Darlehensgläubiger hiervon Kenntnis hat. Auch ein vor der Überschuldung der Gesellschaft gewährtes Darlehen, bei dem der Darlehensgeber rechtlich die Möglichkeit gehabt hätte, die Rückzahlung des Darlehens zu erzwingen, auf diese Rückforderung aber bewusst verzichtet, ist eigenkapitalersetzend.
In England können Gesellschafter ihre Darlehen in der Unternehmenskrise verlängern, um die Gesellschaft vor der Insolvenz zu bewahren.